# Who Knew
Who Knew è una canzone scritta da Luke Gottwald, Max Martin e Pink per il quarto album della cantante statunitense, I'm Not Dead, del 2006. È stato lanciato come secondo singolo dell'album in tutto il mondo nel 2006, per poi essere nuovamente rilanciato come quarto singolo negli Stati Uniti nel 2007, dopo il grande successo di U + Ur Hand.

## Descrizione
(Pink in un'intervista con il Daily Mail.)
Il brano è stato scritto dalla stessa Pink insieme a Max Martin e Dr. Luke. La cantante ha dichiarato che Who Knew è la sua canzone preferita dalla prima compilation, Greatest Hits... So Far!!!.

## Accoglienza
IGN ha recensito positivamente il brano, affermando «nonostante l'astuzia, la canzone rivela che signora Pink ha una voce meravigliosamente piena e ipnotica e rende comprensibile il fatto che sia una star». John Murphy da MusicOMH ha affermato che il brano è «pop eseguito alla perfezione». Stylus Magazine ha ribattuto con sarcasmo che «è una Since U Been Gone rifilata a mano a mezza velocità». Justin Lewis di Yahoo! Musica ha fatto eco al pensiero di Stylus Magazine dichiarando che «sembra quasi la sorella gemella di Since U Been Gone (stessa sonorità d'apertura, stessi colpi di tamburo 4/4, stessa organizzazione strofa pacifica/ritornello movimentato) ma ha bisogno di un paio di ascolti perché si capisca che siano uscite dallo stesso stampino».

## Video musicale
Il video musicale è stato realizzato da un team chiamato Dragon composto da Sam Bayer, Robert Hales e Brian Lazzaro, che hanno girato il video il 15 aprile 2006 a Los Angeles. Il video ha raggiunto la top ten della classifica dei video più trasmessi da MTV in Germania e in Italia. Il video racconta la storia di una coppia. I due si trovano ad un luna park, quando lui le regala una collana. Si vede un flashback di lui, la sera prima, che si inietta della droga, mentre la ragazza dorme. La scena ritorna al luna park e si vede lui che si allontana, mentre lei lo segue di nascosto e lo sorprende a drogarsi. I due litigano e lui diventa violento e fugge via. La ragazza continua a cercarlo e lo trova privo di sensi, in overdose. La ragazza lo bacia, gli restituisce la collana e chiama un'ambulanza. Queste scene sono inframmezzate con altre in cui si vede una Pink dall'aspetto trasandato eseguire il brano all'entrata del luna park.

## Tracce
- UK CD1

1. "Who Knew" (Album Version) - 3:28
2. "Disconnected" - 3:58

- UK CD2

1. "Who Knew" (Album Version) - 3:28
2. "Who Knew" (Sharp Boys' Love Jonathan Harvey Remix) - 8:42
3. "Who Knew" (Bimbo Jones Radio Edit) - 3:27
4. "Who Knew" (Beat Cult Club Mix) - 6:25
5. "Who Knew" (Don Diablo & Jason Nevins Mix) - 7:19
6. "Who Knew" (Live In Europe Preview)

- Other Mixes

1. "Who Knew" (Bimbo Jones Club Mix) - 7:49
2. "Who Knew" (Don Diablo & Jason Nevins Edit) - 5:45
3. "Who Knew" (Jason Nevins Radio Edit) - 3:27
4. "Who Knew" (Eddie Baez Club Mix) - 9:45
5. "Who Knew" (Sharp Boys' Coronation Street Dub) - 8:55

## Classifiche
| Classifica (2006/07) | Posizione massima |
| -------------------- | ----------------- |
| Argentina            | 6                 |
| Australia            | 2                 |
| Austria              | 11                |
| Belgio (Fiandre)     | 30                |
| Belgio (Vallonia)    | 52                |
| Canada               | 46                |
| Finlandia            | 16                |
| Francia              | 24                |
| Germania             | 12                |
| Irlanda              | 6                 |
| Italia               | 25                |
| Norvegia             | 17                |
| Nuova Zelanda        | 11                |
| Paesi Bassi          | 47                |
| Perù                 | 41                |
| Regno Unito          | 5                 |
| Repubblica Ceca      | 1                 |
| Slovacchia           | 3                 |
| Stati Uniti          | 9                 |
| Stati Uniti (Pop)    | 1                 |
| Svezia               | 42                |
| Svizzera             | 14                |
| Ungheria             | 1                 |

### Classifiche di fine anno
| Classifica (2006) | Posizione massima |
| ----------------- | ----------------- |
| Australia         | 9                 |
| Belgio (Fiandre)  | 88                |
| Ungheria          | 13                |

### Classifiche di tutti i tempi
| Paese     | Posizione massima |
| --------- | ----------------- |
| Australia | 83                |